# Radio Mogadisho
Radio Mogadisho — dite « La voix de la Somalie » — est une station de radio publique somalienne. Fondée pendant la colonisation italienne, en 1951, sous le nom de Radio Mogadiscio, elle bénéficie de l'aide de techniciens soviétiques peu après l'accession du pays à l'indépendance, en 1960. Elle cesse provisoirement ses émissions peu après la chute du dictateur Mohamed Siad Barre en 1991, alors que le pays s'enfonce dans une terrible guerre civile. Peu après, elle passe aux mains du général Mohamed Farrah Aidid, qui s'en sert comme instrument de propagande. Elle est prise pour cible par l'armée américaine, alors engagée dans l'opération Restore Hope, en 1993 (le bâtiment est, aujourd'hui encore, en partie endommagé). Par la suite, elle est contrôlée par diverses factions se disputant le pouvoir, des chefs de guerre aux groupes islamistes. Reprise en main par le gouvernement de transition en 2001, présidé alors par Abdiqasim Salad Hassan, elle dépend depuis lors du ministère de l'information, des postes et des télécommunications.
Radio Mogadisho est une station d'état, diffusant essentiellement des informations, des magazines, des programmes culturels, du divertissement et des émissions religieuses. Elle diffuse également des émissions politiques, se voulant porte-parole de tous les Somaliens et prônant la réconciliation nationale. La quasi-totalité de ses programmes sont en somali et en arabe. Radio Mogadisho bénéficie d'une campagne de modernisation, mise en place progressivement, en fonction des aléas de la guerre. Un nouvel émetteur a été mis en service en 2010, permettant d'augmenter la portée de la radio, qui peut désormais être reçue dans un rayon de cent kilomètres autour de Mogadiscio. La station bénéficie également de la coopération des Nations unies, qui aide notamment à la conservation des archives.
Les conditions de travail des journalistes de Radio Mogadisho restent précaires, dans un pays toujours considéré comme l'un des plus dangereux au monde. De fait, le bâtiment abritant les studios de la station reste protégé en permanence par des soldats de la mission de l'Union africaine en Somalie, les factions hostiles au gouvernement — à commencer par les miliciens Al-Shabaab — considérant la centaine d'employés de la station comme des « traîtres ». La plupart des journalistes dorment et se restaurent sur place, afin de limiter les risques.